# Fuckland
Pour plus de détails, voir Fiche technique et Distribution.
Fuckland est un film argentin de comédie dramatique, écrit et réalisé par José Luis Marques et qui est sorti en 2000.
Le film a été tourné en vidéo numérique et est le premier film d'Amérique latine à suivre les lignes minimalistes du mouvement d'avant-garde Dogme95.
Le titre du film est une paraphrase du nom anglais des îles Malouines (Falkland Islands) et peut être traduit par Terre de sexe.

## Synopsis
Fabian Stratas, un magicien et humoriste de Buenos Aires se rend pendant une semaine dans les îles Malouines afin d'accomplir un acte patriotique, mettre enceintes des femmes autochtones d'origine britannique et ainsi de repeupler les îles de descendants argentins. Sa théorie est que si seulement cinq cents Argentins font de même chaque année, d'ici vingt ans la moitié de la population des îles sera de descendance argentine.
Pendant les deux premiers jours de son séjour, il recherche la femme idéale afin de mener à bien son plan. Il jette son dévolu sur Camilla Heaney, aperçue dans une église.
Il chatte avec elle d'un café Internet, puis ils vont prendre un verre. Ils font une excursion pour voir les manchots royaux et visiter le champ de bataille de 1982. Fabian parvient à avoir des relations sexuelles avec Camilla par deux fois, d'abord dans sa chambre d'hôtel, puis sur la plage.
Le film se termine sur Fabian Stratas, prenant une douche tout en chantant l'hymne national argentin dans la version de Charly García.

## Fiche technique
- Titre : Fuckland
- Réalisation : José Luis Marquès
- Scénario : José Luis Marquès et Roberto Scheuer
- Musique : Sergio Figueroa
- Photographie : Alejandro Hartmann, José Luis Marquès, Guillermo Naistat et Fabián Stratas
- Montage : Pipo Bonamino
- Production : Edi Flehner et Mariano Suez
- Société de production : Atomic Films, Cinecolor et Videocolor
- Pays :  Argentine
- Genre : Drame
- Durée : 87 minutes
- Dates de sortie : 
  -  Argentine : 21 septembre 2000

## Distribution
- Fabián Stratas
- Camilla Heaney

## Production
- Le film a été tourné illégalement dans les îles Malouines — principalement à Stanley — en 1999 et sans l'autorisation de l'administration locale.
- L'équipe de tournage se composait de sept personnes — dont les deux acteurs professionnels — qui ont circulé sur l'île en tant que touristes et filmé plus de 65 heures de vidéo numérique sans matériel professionnel pour éviter toute détection.
- Les comédiens professionnels ont improvisé leurs scènes avec les résidents locaux, qui ignoraient qu'ils prenaient part à la production d'un long métrage.
- Camilla Heaney, actrice de nationalité britannique, n'a pas été informée des motivations de Stratas.
- Le film ne répond pas à certains des principes de Dogme 95, comme l'utilisation de la musique non diégétique (enregistrement ultérieur de la musique) et le crédit d'auteur du réalisateur, attribué à José Luis Marques.